# Episparis
Episparis är ett släkte av fjärilar. Episparis ingår i familjen nattflyn.

## Bildgalleri

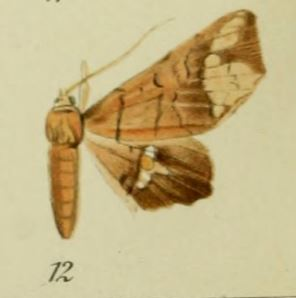
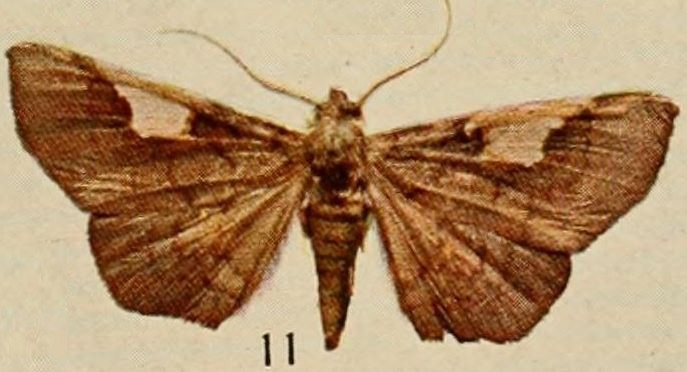
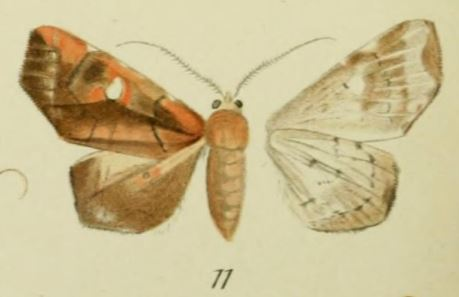
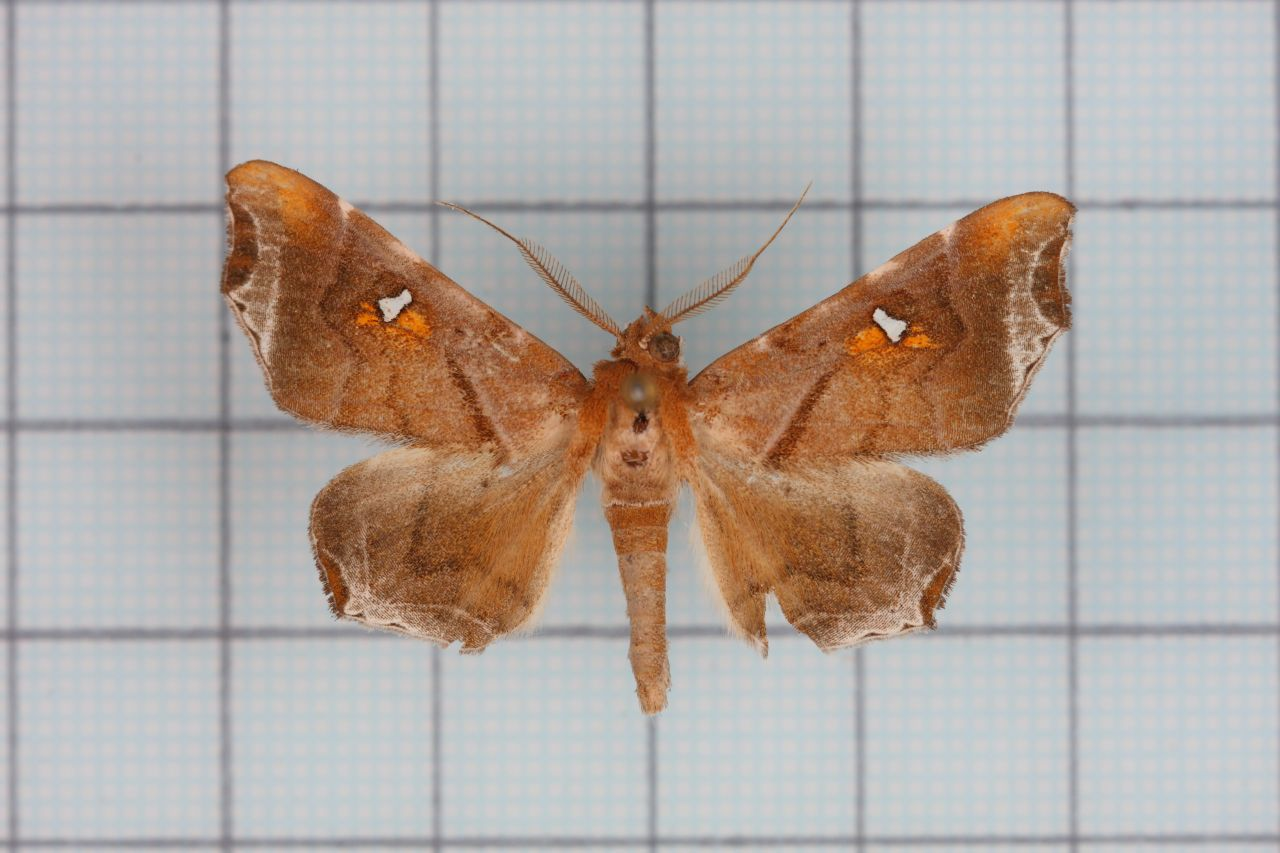
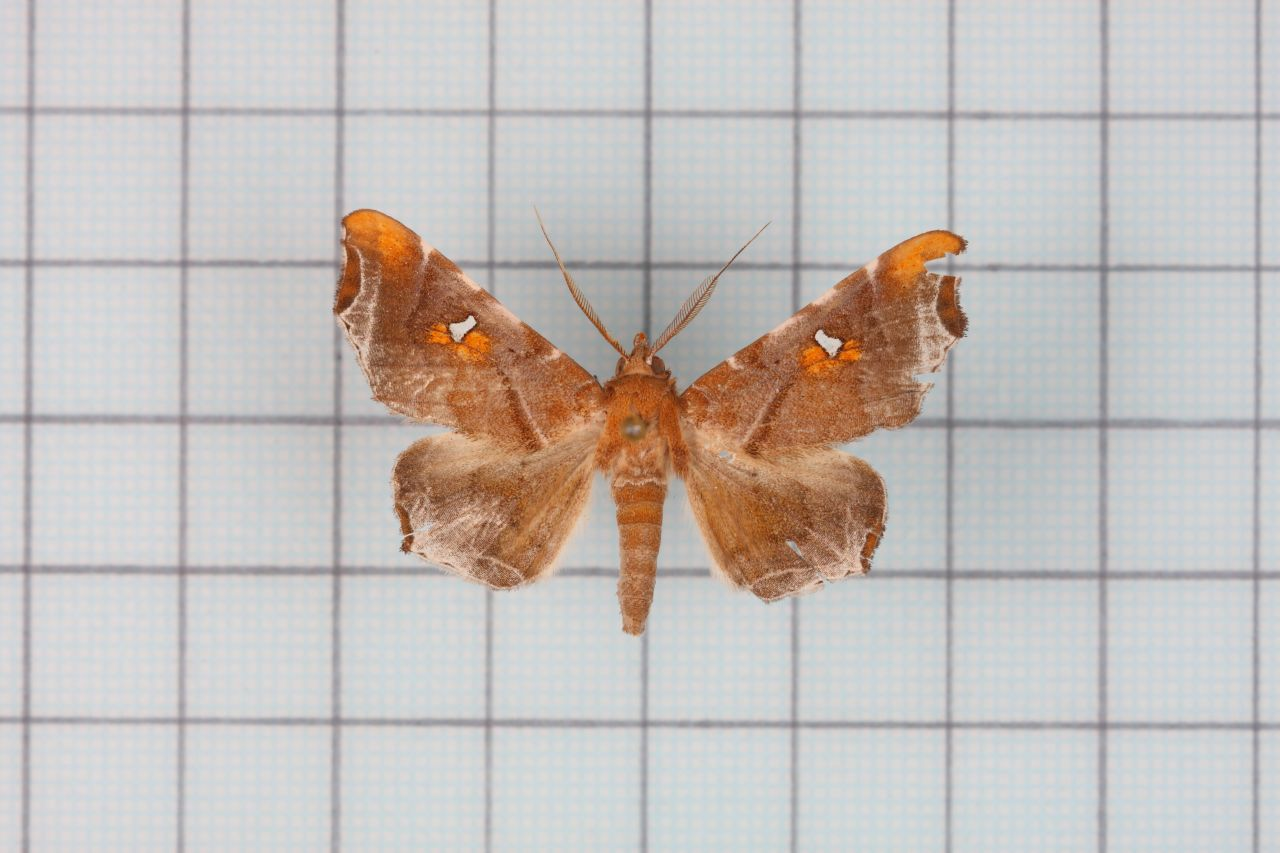
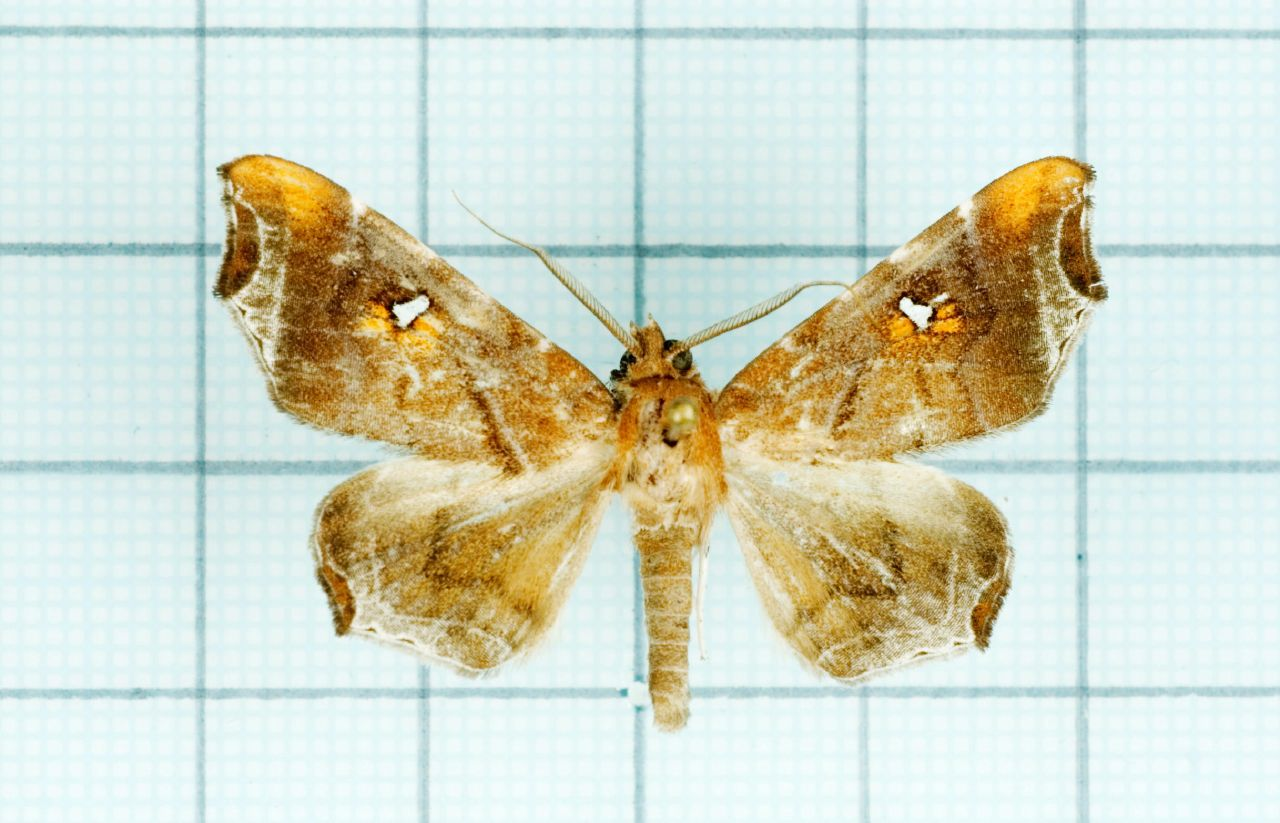

## Dottertaxa tillEpisparis, i alfabetisk ordning[1]
- Episparis agnesae
- Episparis brunoi
- Episparis costistriga
- Episparis devallia
- Episparis docta
- Episparis emmanueli
- Episparis exprimens
- Episparis fenestrifera
- Episparis fuscilinea
- Episparis grandis
- Episparis hannemanni
- Episparis homoeosema
- Episparis hyalinata
- Episparis jacquelina
- Episparis leucotessellis
- Episparis liturata
- Episparis lunata
- Episparis malagas
- Episparis minima
- Episparis monochroma
- Episparis occidentis
- Episparis penetrata
- Episparis pyrocausta
- Episparis sejunctalis
- Episparis sejunctata
- Episparis semicaecata
- Episparis signata
- Episparis sinistra
- Episparis sora
- Episparis spilothyris
- Episparis sponsata
- Episparis sublibatrix
- Episparis sylvani
- Episparis taiwana
- Episparis tortuosalis
- Episparis varialis
- Episparis vitrea
- Episparis xanthographa